# Bdallophytum
Bdallophytum je biljna porodica, američki predstavnik u porodici Cytinaceae, koji je raširen po Meksiku i Srednjoj Americi. Vrste ovog roda paraziti su na vrstama roda Bursera.
Ime roda dolazi od starogrčkog bdell- "pijavica" i phyton "biljka", pa je naziv često pogrešno pisan i Bdallophyton. 

## Vrste
Postoji četiri priznate vrste:
1. Bdallophytum americanum (R.Br.) Eichler ex Solms
2. Bdallophytum andrieuxii Eichler
3. Bdallophytum oxylepis (B.L.Rob.) Harms